# Ализаде, Газали
Газали Ализаде (перс. غزاله علیزاده‎; 15 февраля 1949, Мешхед — 12 мая 1996, Javaher Deh, Мазендеран) — иранская поэтесса и писательница. 

## Биография

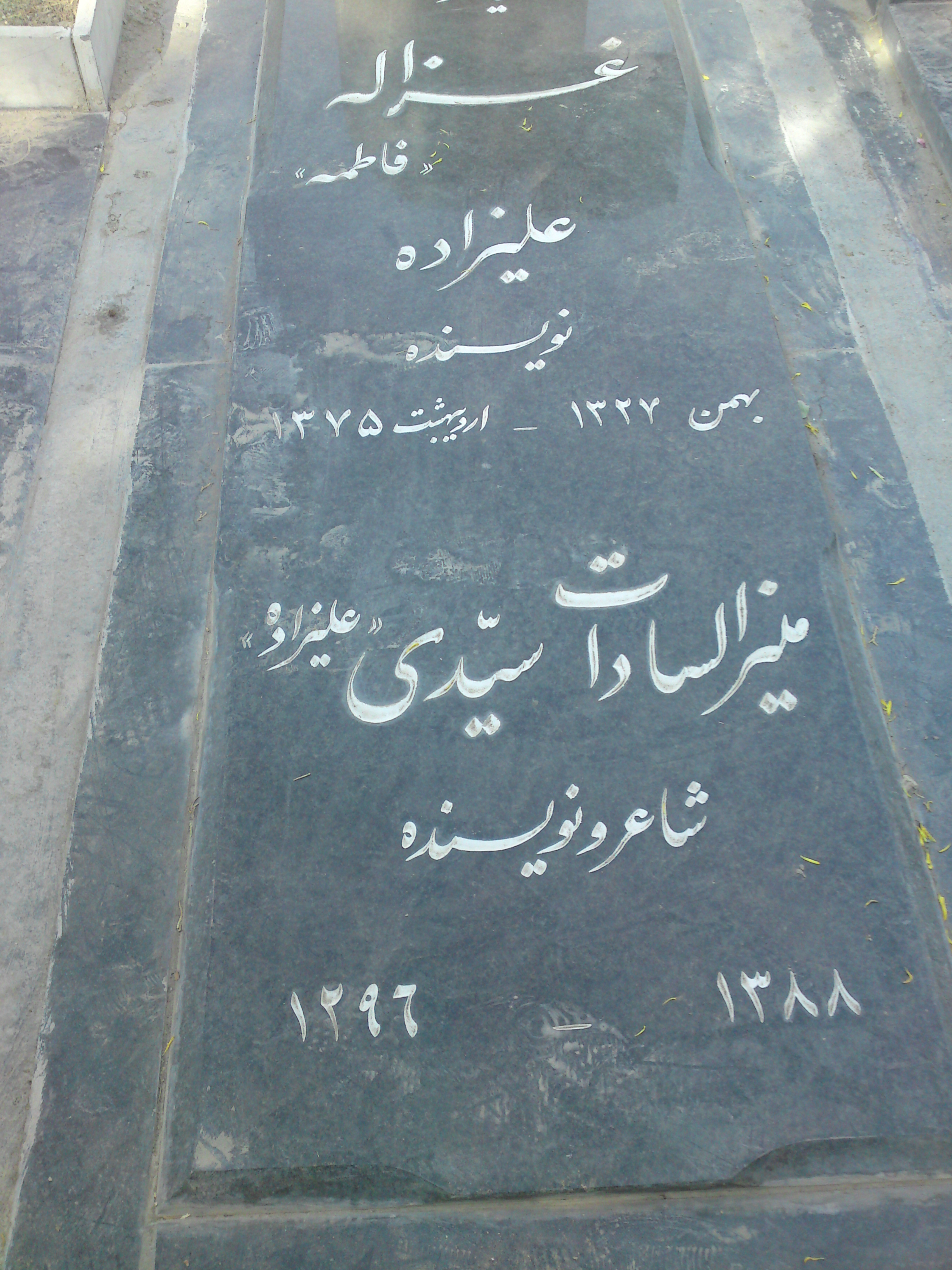
Могильная плита Газали и её матери Мониросадат Сейеди

Её матерью была Мониросадат Сейеди. Была интровертом, умной и энергичной ученицей в школьные годы. Получила диплом по гуманитарным наукам в средней школе Махасти и стала вегетарианкой. Получила степень бакалавра по политическим наукам в Тегеранском университете, а затем переехала во Францию, чтобы изучать философию и кино в Сорбонне.
Изначально направилась в Париж с целью получить докторскую степень по праву, но переключила своё внимание на ишракизм и планировала написать диссертацию о Джалаладдине Руми. Однако бросила учебу после внезапной смерти отца.
Начала литературную карьеру в Мешхеде, где писала короткие рассказы. Её главной работой стал роман «Дом Эдрисси». Среди коротких рассказов: «Перекресток», «После лета» и «Непроходимое путешествие». Кроме того, написала романы: «Два пейзажа» и «Тегеранские ночи». Некоторые из ее работ были переведены на английский язык Розой Джамали.
Была замужем дважды, от мужа Биджана Элахи у неё была дочь по имени Сальма. Кроме того, она удочерила двух девочек, которые выжили после землетрясения 1962 года в Казвине.
Борясь с раком, дважды пыталась покончить жизнь самоубийством. В мае 1996 года покончила с собой, повесившись на дереве в Джавах-Дехе, Рамсар, Мазендеран. Её тело было похоронено на кладбище Эмамзаде-Тахер.
О её жизни был снят документальный фильм под названием «Суд над Газали Ализаде».

## Книги

### Романы
- Два взгляда
- Дом Эдрисси
- Тегеранские ночи

### Рассказы
- «После лета»
- «Непроходимое путешествие»

### Прочее
- Halls
- House's dream and downfall nightmare